# Bothriochloa kuntzeana
Bothriochloa kuntzeana är en gräsart som först beskrevs av Eduard Hackel, och fick sitt nu gällande namn av Johannes Jan Theodoor Henrard. Bothriochloa kuntzeana ingår i släktet Bothriochloa och familjen gräs. Inga underarter finns listade i Catalogue of Life.